# Opius penai
Opius penai är en stekelart som beskrevs av Fischer 1964. Opius penai ingår i släktet Opius och familjen bracksteklar. Inga underarter finns listade i Catalogue of Life.